# Neococcidencyrtus steinbergi
Neococcidencyrtus steinbergi är en stekelart som beskrevs av Svetlana N. Myartseva 1977. Neococcidencyrtus steinbergi ingår i släktet Neococcidencyrtus och familjen sköldlussteklar.
Artens utbredningsområde är Turkmenistan. Inga underarter finns listade i Catalogue of Life.